# Stowarzyszenie Muzeów na Wolnym Powietrzu w Polsce
Stowarzyszenie Muzeów na Wolnym Powietrzu w Polsce powstało w dniu 26 maja 1998 w Toruniu. W skład komitetu założycielskiego weszli Jerzy Michał Adamczewski, Jan Święch i Roman Tubaja. Na siedzibę Stowarzyszenia wybrano Muzeum Etnograficzne w Toruniu. W statucie określono podstawowe zadania organizacji. 
Celem Stowarzyszenia jest integracja osób i placówek zainteresowanych muzealnictwem na wolnym powietrzu dla:

1. Zapewnienia dalszego rozwoju tego rodzaju muzealnictwa

2. Zapewnienia naukowego rozwoju muzeów na wolnym powietrzu

3. Stworzenie wspólnej płaszczyzny porozumiewawczej, wymiany naukowych i praktycznych doświadczeń w zakresie organizacji i budowy muzeów na wolnym powietrzu i odpowiadających im rodzajów ekspozycji

4. Występowania wobec administracji rządowej i samorządowej w istotnych sprawach mających na celu dobro muzeów na wolnym powietrzu.
W 2008 postanowiono o pozostawieniu siedziby w Toruniu ustalając jednocześnie, iż sekretariat będzie się przenosił wraz z prezesem do jego placówki.
W latach 1998–2009 prezesem był Jan Święch, następnie Teresa Lasowa z Kaszubskiego Parku Etnograficznego we Wdzydzach (2009–2013) i Jarosław Gałęza z Muzeum Wsi Opolskiej w Opolu (2013–2021). W kadencji 2021–2025 funkcję tę pełni Zbigniew Skuza z Muzeum Wsi Radomskiej w Radomiu.